# Collartaltica
Collartaltica is een geslacht van kevers uit de familie bladkevers (Chrysomelidae).
De wetenschappelijke naam van het geslacht werd in 1959 gepubliceerd door Bechyne.

## Soorten
- Collartaltica alluaudi Biondi & D'Alessandro, 2004
- Collartaltica meridionalis Biondi & D'Alessandro, 2004